# Eres mi sueño
«Eres Mi Sueño» es una canción interpretada por el cantante y compositor colombiano Fonseca, lanzada el 30 de noviembre de 2011 en Colombia como el segundo sencillo de su cuarto álbum Ilusión por el sello Sony Music. Después de haber sido lanzada como sencillo en Colombia, el 19 de junio de 2012 se lanzó como descarga digital en los Estados Unidos. El video musical está disponible en las diferentes plataformas de video desde el 23 de mayo de 2012.

## Información de la canción
La canción fue escrita por el mismo Fonseca y el productor dominicano Maffio Alkatraks. La canción ha sido descrita por Fonseca como un "merengue caribeño" en una entrevista con el periódico colombiano El Espectador.
Básicamente nos cuenta el gran amor que le tiene a una persona, que no le pertenece. Es una dedicatoria de amor. El describe sus límites y sus alcances que él puede alcanzar por solo estar con ella. En el coro, el canta "Sueño" y después reafirma que ella es su sueño, y en las letras del final del coro "No soy tu dueño, solo quiero abrazarte", significa que ella no le pertenece y por alguna razón no están juntos.

## Video musical
El video musical de "Eres Mi Sueño"  fue filmado en un estudio de grabación en Bogotá, Colombia. El director del video fue Pablo García. Fonseca lanzó el video musical en su canal de VEVO y de Youtube el 23 de mayo de 2012.
El video comienza con Fonseca y su banda en un estudio de grabación bailando al sonido de las congas, después cuando comienza la introducción electrónica de la canción la banda comienza a tocar sus correspondientes instrumentos y Fonseca toca la guitarra muy emocionado. Después, hay muchas tomas de diferentes miembros de la banda tocando sus instrumentos. Atrás del montaje hay una pantalla gigante que ilumina el estudio de grabación, con luces rojas y blancas. Alrededor del lugar, hay muchos cables, el cable del micrófono de Fonseca es de color rojo fluorescente. Al final, las luces se apagan. En 2023, el video alcanzó más de 270 millones de visitas en YouTube.

## Formatos
| Descarga digital — Estados Unidos |                 |          |  |
| N.º                               | Título          | Duración |  |
| 1.                                | «Eres Mi Sueño» | 3:29     |  |

## Posicionamiento en listas

### Semanales
| Estados Unidos | U.S Billboard Latín Songs     | 15 |
| Estados Unidos | U.S Billboard Latín Pop Songs | 11 |
| Estados Unidos | U.S Billboard Tropical Songs  | 4  |

## Historial de lanzamientos
| Región         | Fecha                   | Formato          | Discografía              |
| -------------- | ----------------------- | ---------------- | ------------------------ |
| Colombia       | 30 de noviembre de 2011 | Airplay          | Sony Music Entertainment |
| Estados Unidos | 19 de junio de 2012     | Descarga digital | Sony Music Entertainment |